# Inverkeithing Friary

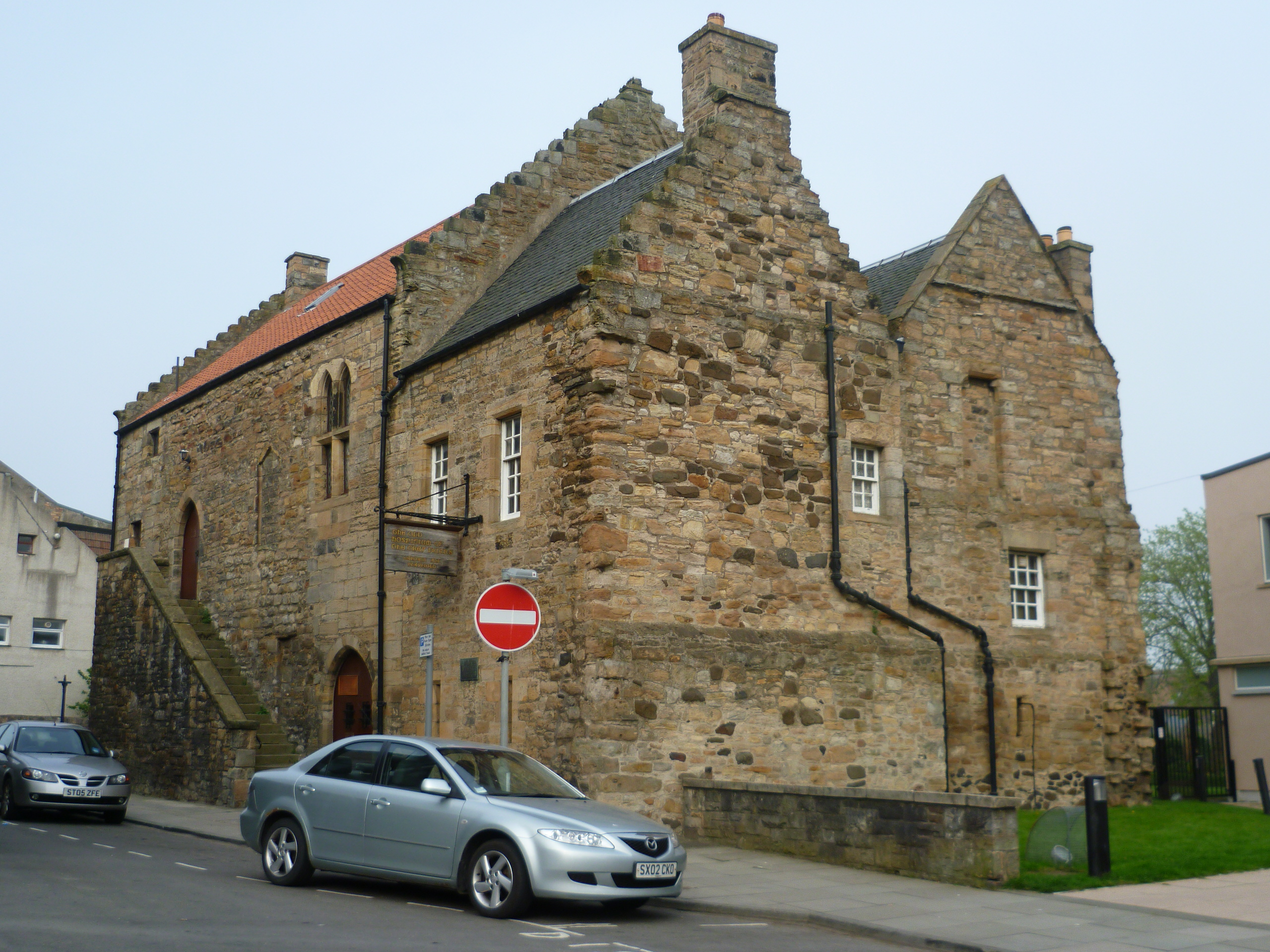
Inverkeithing Friary

Die Inverkeithing Friary, heute Inverkeithing Museum, ist das Hospiz der ehemaligen franziskanischen Proirei Inverkeithing. Es befindet sich in der schottischen Ortschaft Inverkeithing in der Council Area Fife. 1972 wurde das Bauwerk als Einzeldenkmal in die schottischen Denkmallisten zunächst in der Kategorie B aufgenommen. Die Hochstufung in die höchste Denkmalkategorie A erfolgte 1997.

## Geschichte
Zur Schenkung der Länderei Barnbougle an den Franziskanerorden im Oktober 1268 existiert ein Dokument, dessen Authentizität jedoch umstritten ist. Die Inverkeithing Friary entstand um die Mitte des 14. Jahrhunderts. Die Priorei unterhielt Verbindungen zum schottischen Königshaus. Jakob I. weilte dort bei Besuchen von Inverkeithing mehrmals. John Swynton erwarb das Gebäude nach der Säkularisation im Jahre 1559. Im späten 17. Jahrhundert wurde das Gebäude überarbeitet. Zu dieser Zeit trug es nach seinem Besitzer Robert Menzies of Rotmell den Namen Rotmell’s Inn und beherbergte eine Wirtschaft. Im Laufe der 1930er Jahre wurde die Inverkeithing Friary restauriert. Dabei wurde der zwischenzeitlich überarbeitete mittelalterliche Zustand weitgehend wiederhergestellt. Später wurde dort ein Museum eingerichtet, welches die Geschichte der Priorei beleuchtet.

## Beschreibung
Die Inverkeithing Friary steht an der High Street im Südteil Inverkeithings. Das zweistöckige Gebäude weist einen grob L-förmigen Grundriss auf, wobei es ursprünglich größere Ausmaße besaß. Sein Mauerwerk besteht aus Bruchstein, der zu einem groben Schichtenmauerwerk verbaut wurde. Entlang der nordwestexponierten Hauptfassade zieht sich eine Vortreppe ins Obergeschoss, die aus dem 17. Jahrhundert stammt. Beide Portalöffnungen sind spitzbogig. Das kleine Zwillings-Lanzettfenster im Obergeschoss wurde im Zuge der Restaurierung in den 1930er Jahren wieder geöffnet. Ebenso die schmalen Schlitzfenster im Untergeschoss. Die übrigen Fassaden sind asymmetrisch aufgebaut. Ebenso wie die Vortreppe an der Hauptfassade, stammt auch die Wendeltreppe im Innenwinkel aus dem 17. Jahrhundert. Manche der Dächer sind mit grauem Schiefer eingedeckt.